# シェルズレイ
シェルズレイ（Shells Lei、2003年5月23日 - ）は、日本の競走馬である。重賞勝ちには手が届かなかったが、繁殖牝馬として2021年の大阪杯などを制したレイパパレらを産んだ。
全弟にNHKマイルカップ2着のブラックシェルがいる。

## 競走馬時代
2005年10月2日に阪神競馬の新馬戦でデビューし、3戦目で初勝利。阪神ジュベナイルフィリーズに挑戦するも9着に敗れる。2歳最終戦となった500万下条件でフサイチパンドラ、ドラゴンウェルズらのちの活躍馬を相手に勝利しオープン入り。
3歳緒戦のエルフィンステークスを4着となったあとに迎えたチューリップ賞で2着となり桜花賞への優先出走権を獲得。桜花賞では5着、オークスでも7着と春のクラシックでは健闘したが、地方競馬初遠征かつ初ダートとなった関東オークスでは、父クロフネのダート適性や鞍上が武豊ということもあって2番人気に推されるが11着に惨敗した。
秋緒戦のローズステークスでは四位洋文が手綱を取り、道中から先頭に立ってあわやの2着となると、鞍上が岩田康誠に戻った秋華賞でも5着に健闘。クリストフ・ルメールを鞍上に迎えたエリザベス女王杯では大逃げを打つも13着。
骨折での休養後はマーメイドステークスに出走。ここでも大逃げを打つものの4着、続く漁火ステークスでは向こう正面で先頭に並びかけ、後続と差をつけるものの直線では力尽き11着、クイーンステークスではスタートで少し出遅れ先行することができず10着となるが、西宮ステークスでは、道中は鞍上岩田康誠が引っ張り続ける形になったものの、直線に向くと鋭く抜け出し、そのまま1着でゴール。約1年9か月ぶりの勝利を収め、ふたたびオープン入りした。
しかし、昇級初戦のオパールステークスでは、1番人気に支持されたが10着と大敗したのをはじめとして、愛知杯14着、さらに2008年初戦の京都牝馬ステークスで最下位13着、続く中山牝馬ステークスは14着と結果を出すことができず、2008年3月19日付けでJRA競走馬登録を抹消、生まれ故郷のノーザンファームで繁殖牝馬となった。

## 競走成績
以下の内容は、netkeiba.comの情報に基づく。
| 競走日     | 競馬場 | 競走名           | 格       | 距離（馬場）  | 頭 数 | 枠 番 | 馬 番 | オッズ （人気） | 着順 | タイム （上がり3F） | 着差 | 騎手        | 斤量 [kg] | 1着馬（2着馬）         | 馬体重 [kg] |
| ---------- | ------ | ---------------- | -------- | ------------- | ----- | ----- | ----- | --------------- | ---- | ------------------- | ---- | ----------- | --------- | ---------------------- | ----------- |
| 2005.10.02 | 阪神   | 2歳新馬          |          | 芝1600m（良） | 9     | 7     | 7     | 004.00（2人）   | 07着 | R1:39.9（38.6）     | -3.0 | 0秋山真一郎 | 54        | ウイドーハンター       | 452         |
| 0000.10.23 | 京都   | 2歳未勝利        |          | 芝1600m（良） | 11    | 7     | 8     | 027.80（6人）   | 02着 | R1:36.1（35.4）     | -0.1 | 0福永祐一   | 54        | ビッグカポネ           | 452         |
| 0000.11.13 | 京都   | 2歳未勝利        |          | 芝1600m（良） | 16    | 3     | 6     | 003.70（2人）   | 01着 | R1:35.0（36.2）     | -0.0 | 0福永祐一   | 54        | （プリティタヤス）     | 452         |
| 0000.12.04 | 阪神   | 阪神JF           | GI       | 芝1600m（良） | 18    | 4     | 8     | 076.4（14人）   | 09着 | R1:38.2（37.4）     | -0.9 | 0松永幹夫   | 54        | テイエムプリキュア     | 460         |
| 0000.12.25 | 阪神   | 2歳500万下       |          | 芝1600m（良） | 15    | 2     | 3     | 029.70（6人）   | 01着 | R1:35.7（36.0）     | -0.1 | 0池添謙一   | 54        | （ドラゴンウェルズ）   | 458         |
| 2006.02.04 | 京都   | エルフィンS      | OP       | 芝1600m（良） | 13    | 8     | 13    | 005.60（2人）   | 04着 | R1:35.4（35.9）     | -0.6 | 0福永祐一   | 54        | サンヴィクトワール     | 458         |
| 0000.03.04 | 阪神   | チューリップ賞   | GIII     | 芝1600m（良） | 16    | 4     | 8     | 012.00（6人）   | 02着 | R1:36.5（35.9）     | -0.0 | 0岩田康誠   | 54        | アドマイヤキッス       | 450         |
| 0000.04.09 | 阪神   | 桜花賞           | GI       | 芝1600m（良） | 18    | 8     | 16    | 014.90（7人）   | 05着 | R1:35.1（35.8）     | -0.5 | 0岩田康誠   | 55        | キストゥヘヴン         | 454         |
| 0000.05.21 | 東京   | 優駿牝馬         | GI       | 芝2400m（良） | 18    | 7     | 15    | 049.2（11人）   | 07着 | R2:26.9（36.4）     | -0.7 | 0岩田康誠   | 55        | カワカミプリンセス     | 460         |
| 0000.06.14 | 川崎   | 関東オークス     | GII      | ダ2100m（稍） | 14    | 2     | 2     | 003.30（2人）   | 11着 | R2:22.4（43.9）     | -3.9 | 0武豊       | 54        | チャームアスリープ     | 458         |
| 0000.09.17 | 中京   | ローズS          | GII      | 芝2000m（良） | 17    | 5     | 10    | 028.90（8人）   | 02着 | R1:58.3（35.5）     | -0.1 | 0四位洋文   | 54        | アドマイヤキッス       | 458         |
| 0000.10.15 | 京都   | 秋華賞           | GI       | 芝2000m（良） | 18    | 2     | 4     | 026.90（9人）   | 05着 | R1:58.6（35.7）     | -0.1 | 0岩田康誠   | 55        | カワカミプリンセス     | 466         |
| 0000.11.12 | 京都   | エリザベス女王杯 | GI       | 芝2200m（良） | 15    | 3     | 6     | 029.80（8人）   | 13着 | R2:13.8（38.9）     | -2.2 | 0C.ルメール | 54        | フサイチパンドラ       | 468         |
| 2007.06.17 | 阪神   | マーメイドS      | GIII     | 芝2000m（良） | 12    | 1     | 1     | 004.80（3人）   | 04着 | R1:58.7（37.0）     | -0.3 | 0岩田康誠   | 54        | ディアチャンス         | 478         |
| 0000.07.21 | 函館   | 漁火S            | 1600万下 | 芝1800m（良） | 12    | 7     | 9     | 004.40（2人）   | 11着 | R1:50.3（37.5）     | -1.5 | 0岩田康誠   | 55        | サイレントプライド     | 480         |
| 0000.08.12 | 札幌   | クイーンS        | JpnIII   | 芝1800m（良） | 12    | 6     | 7     | 019.10（7人）   | 10着 | R1:47.8（35.4）     | -1.1 | 0四位洋文   | 52        | アサヒライジング       | 486         |
| 0000.09.17 | 阪神   | 西宮S            | 1600万下 | 芝1800m（良） | 12    | 8     | 11    | 006.00（5人）   | 01着 | R1:46.0（33.9）     | -0.6 | 0岩田康誠   | 55.5      | （トップディアマンテ） | 472         |
| 0000.10.20 | 京都   | パールS          | OP       | 芝2000m（良） | 14    | 5     | 7     | 002.70（1人）   | 10着 | R2:00.5（38.4）     | -1.7 | 0岩田康誠   | 53        | ホッコーソレソレー     | 474         |
| 0000.12.15 | 中京   | 愛知杯           | GIII     | 芝2000m（良） | 16    | 2     | 3     | 013.20（7人）   | 14着 | R1:59.9（36.7）     | -1.0 | 0和田竜二   | 54        | ディアデラノビア       | 484         |
| 2008.02.03 | 京都   | 京都牝馬S        | GIII     | 芝1600m（重） | 13    | 2     | 2     | 015.60（5人）   | 13着 | R1:37.5（37.1）     | -1.5 | 0川田将雅   | 54        | アドマイヤキッス       | 480         |
| 0000.03.16 | 中山   | 中山牝馬S        | GIII     | 芝1800m（良） | 16    | 6     | 12    | 019.10（7人）   | 14着 | R1:49.9（36.9）     | -1.5 | 0内田博幸   | 53        | ヤマニンメルベイユ     | 474         |

## 繁殖牝馬時代
2008年から北海道安平町のノーザンファームにて繁殖牝馬となり、初年度にはディープインパクトと交配。翌2009年3月21日にその初仔が誕生した。4番仔シャイニングレイは2014年のホープフルステークス、2017年のCBC賞を勝っている。8番仔レイパパレは2020年のチャレンジカップ、2021年の大阪杯を勝っている。2022年9月5日をもって繁殖を引退。
引き続き繋用されており、リードホースをしていることがキャロットクラブの会報誌にて判明した。。

## 繁殖成績
|        | 生年   | 馬名               | 性 | 毛色   | 父                 | 馬主                                 | 厩舎                                         | 戦績                  |
| ------ | ------ | ------------------ | -- | ------ | ------------------ | ------------------------------------ | -------------------------------------------- | --------------------- |
| 初仔   | 2009年 | ククイナッツレイ   | 牡 | 黒鹿毛 | ディープインパクト | 金子真人ホールディングス（株）       | 栗東・松田国英                               | 10戦1勝（引退）       |
| 2番仔  | 2010年 | オーキッドレイ     | 牝 | 鹿毛   | ディープインパクト | 金子真人ホールディングス（株）       | 栗東・村山明                                 | 32戦3勝（引退・繁殖） |
| 3番仔  | 2011年 | カアナパリビーチ   | 牝 | 鹿毛   | ディープインパクト | 金子真人ホールディングス（株）       | 栗東・松田国英                               | 3戦1勝（引退・繁殖）  |
| 4番仔  | 2012年 | シャイニングレイ   | 牡 | 鹿毛   | ディープインパクト | （有）キャロットファーム             | 栗東・高野友和                               | 9戦4勝（引退）        |
| 5番仔  | 2013年 | ドラゴンシュバリエ | 牡 | 芦毛   | ダイワメジャー     | 窪田芳郎                             | 栗東・角田晃一 →川崎・山崎尋美               | 43戦4勝（引退）       |
| 6番仔  | 2014年 | ダノンクライム     | 牡 | 芦毛   | ヴィクトワールピサ | （株）ダノックス                     | 栗東・矢作芳人 →園田・保利幸作 →栗東・寺島良 | 21戦4勝（引退・乗馬） |
| 7番仔  | 2015年 | サンライズシェル   | 牝 | 芦毛   | キンシャサノキセキ | （有）キャロットファーム             | 美浦・国枝栄                                 | 5戦0勝（引退・繁殖）  |
| 8番仔  | 2017年 | レイパパレ         | 牝 | 鹿毛   | ディープインパクト | （有）キャロットファーム             | 栗東・高野友和                               | 15戦6勝（引退・繁殖） |
| 9番仔  | 2018年 | サトノブラーヴ     | 騸 | 芦毛   | オルフェーヴル     | （株）サトミホースカンパニー →里見治 | 美浦・堀宣行 →西脇・石橋満                   | 9戦1勝（引退）        |
| 10番仔 | 2019年 | レイフル           | 牝 | 栗毛   | ドゥラメンテ       | （有）キャロットファーム             | 美浦・岩戸孝樹 →美浦・木村哲也               | 4戦0勝（引退・繁殖）  |
| 11番仔 | 2020年 | レイアネラ         | 牝 | 芦毛   | ダイワメジャー     | （有）キャロットファーム             | 栗東・高野友和                               | （未出走・繁殖）      |
| 12番仔 | 2022年 | サトノクローザー   | 牡 | 芦毛   | シュヴァルグラン   | 里見治                               | 栗東・友道康夫                               | 4戦1勝（現役）        |

- 2025年4月22日現在

## 血統表
| シェルズレイの血統              | シェルズレイの血統                   | シェルズレイの血統         | （血統表の出典）           | （血統表の出典） |
| 父系                            | ヴァイスリージェント系               | ヴァイスリージェント系     | ヴァイスリージェント系     |                  |
| 父 *クロフネ 1998 芦毛          | 父の父*フレンチデピュティ 1992 栗毛  | Deputy Minister            | Vice Regent                | Vice Regent      |
| 父 *クロフネ 1998 芦毛          | 父の父*フレンチデピュティ 1992 栗毛  | Deputy Minister            | Mint Copy                  |                  |
| 父 *クロフネ 1998 芦毛          | 父の父*フレンチデピュティ 1992 栗毛  | Mitterand                  | Hold Your Peace            | Hold Your Peace  |
| 父 *クロフネ 1998 芦毛          | 父の父*フレンチデピュティ 1992 栗毛  | Mitterand                  | Laredo Lass                |                  |
| 父 *クロフネ 1998 芦毛          | 父の母*ブルーアヴェニュー 1990 芦毛  | Classic Go Go              | Pago Pago                  | Pago Pago        |
| 父 *クロフネ 1998 芦毛          | 父の母*ブルーアヴェニュー 1990 芦毛  | Classic Go Go              | Classic Perfection         |                  |
| 父 *クロフネ 1998 芦毛          | 父の母*ブルーアヴェニュー 1990 芦毛  | Eliza Blue                 | Icecapade                  | Icecapade        |
| 父 *クロフネ 1998 芦毛          | 父の母*ブルーアヴェニュー 1990 芦毛  | Eliza Blue                 | *コレラ                    |                  |
| 母 オイスターチケット 1998 鹿毛 | 母の父ウイニングチケット 1990 黒鹿毛 | *トニービン                | *カンパラ                  | *カンパラ        |
| 母 オイスターチケット 1998 鹿毛 | 母の父ウイニングチケット 1990 黒鹿毛 | *トニービン                | Severn Bridge              |                  |
| 母 オイスターチケット 1998 鹿毛 | 母の父ウイニングチケット 1990 黒鹿毛 | パワフルレディ             | マルゼンスキー             | マルゼンスキー   |
| 母 オイスターチケット 1998 鹿毛 | 母の父ウイニングチケット 1990 黒鹿毛 | パワフルレディ             | ロッチテスコ               |                  |
| 母 オイスターチケット 1998 鹿毛 | 母の母ナムラピアリス 1984 栗毛       | トウショウボーイ           | *テスコボーイ              | *テスコボーイ    |
| 母 オイスターチケット 1998 鹿毛 | 母の母ナムラピアリス 1984 栗毛       | トウショウボーイ           | *ソシアルバターフライ      |                  |
| 母 オイスターチケット 1998 鹿毛 | 母の母ナムラピアリス 1984 栗毛       | ヤマニサクラ               | *タリヤートス              | *タリヤートス    |
| 母 オイスターチケット 1998 鹿毛 | 母の母ナムラピアリス 1984 栗毛       | ヤマニサクラ               | モンテホープ               |                  |
| 母系(F-No.)                     | フロリースカツプ系(FN:3-l)           | フロリースカツプ系(FN:3-l) | フロリースカツプ系(FN:3-l) | [ § 2 ]          |
| 5代内の近親交配                 | テスコボーイ 5･4（母内）             | テスコボーイ 5･4（母内）   | テスコボーイ 5･4（母内）   | [ § 3 ]          |
| 出典                            | 1. 2. 3.                             | 1. 2. 3.                   | 1. 2. 3.                   | 1. 2. 3.         |